# 西河水库 (曲靖)
西河水库是中国云南省曲靖市麒麟区、沾益区交界的一座水库，位于西河上，建于1955年。水库正常库容为2980万立方米，集雨面积为150平方千米，海拔为1905米。